# Communauté de communes du Pays coulangeois
La communauté de communes du Pays coulangeois est une ancienne communauté de communes française, située dans le département de l'Yonne.
Depuis le 1er janvier 2017, suivant le Schéma Départemental de Coopération Intercommunale (SDCI) de l'Yonne adopté le 7 mars 2016, la Communauté de Communes du Pays Coulangeois est dissoute et ses communes réparties sur deux autres EPCI  :
- 4 communes détachées ont rejoint le Pays de Puisaye-Forterre : Migé ; Charentenay ; Coulangeron ; Val-de-Mercy
- Les 8 autres communes ont rejoint la Communauté d’Agglomération de l’Auxerrois : Coulanges-la-Vineuse ; Escamps ; Escolives-ste-Camille ; Gy-L’Evêque ; Irancy ; Jussy ; Vincelles ; Vincelottes.

## Composition
Lors de sa dissolution, elle était composée des communes suivantes :
| Nom                          | Code Insee | Gentilé          | Superficie (km2) | Population (dernière pop. légale) | Densité (hab./km2) |
| ---------------------------- | ---------- | ---------------- | ---------------- | --------------------------------- | ------------------ |
| Coulanges-la-Vineuse (siège) | 89118      |                  | 10,59            | 875 (2014)                        | 83                 |
| Charentenay                  | 89084      | Charentenaysiens | 14,64            | 305 (2014)                        | 21                 |
| Coulangeron                  | 89117      | Coulangeronnais  | 8,52             | 210 (2014)                        | 25                 |
| Escamps                      | 89154      |                  | 22,21            | 895 (2014)                        | 40                 |
| Escolives-Sainte-Camille     | 89155      | Escolivois       | 7,52             | 718 (2014)                        | 95                 |
| Gy-l'Évêque                  | 89199      |                  | 15,02            | 452 (2014)                        | 30                 |
| Irancy                       | 89202      | Irancyçois       | 11,98            | 285 (2014)                        | 24                 |
| Jussy                        | 89212      |                  | 7,28             | 409 (2014)                        | 56                 |
| Migé                         | 89256      | Migéens          | 14,62            | 453 (2014)                        | 31                 |
| Val-de-Mercy                 | 89426      | Galiechois       | 13,46            | 394 (2014)                        | 29                 |
| Vincelles                    | 89478      |                  | 12,53            | 953 (2014)                        | 76                 |
| Vincelottes                  | 89479      | Vincelottois     | 1,85             | 281 (2014)                        | 152                |

## Administration
Le siège de la communauté de communes est situé à Coulanges-la-Vineuse, dans la Maison du Pays coulangeois.

### Conseil communautaire
L'intercommunalité est gérée par un conseil communautaire composé de délégués issus de chacune des communes membres et élus pour une durée de six ans, coïncidant ainsi avec les échéances des scrutins municipaux.
Depuis les élections municipales de 2014, et avec le territoire de 2017, ils sont répartis comme suit :
| Nombre de délégués | Communes                                                           |
| ------------------ | ------------------------------------------------------------------ |
| 3                  | Coulanges-la-Vineuse, Escamps, Escolives-Sainte-Camille, Vincelles |
| 2                  | Gy-l'Évêque, Irancy, Jussy, Vincelottes                            |

### Présidence
Le conseil communautaire élit un président. Son président actuel est Christian Chaton. Il succède, le 30 avril 2014, à Jean-Noël Loury.
| Période                                  | Période  | Identité         | Étiquette | Qualité                |
| ---------------------------------------- | -------- | ---------------- | --------- | ---------------------- |
| Les données manquantes sont à compléter. |          |                  |           |                        |
| 1999                                     | 2014     | Jean-Noël Loury  | UMP       | Maire de Val-de-Mercy. |
| 2014                                     | En cours | Christian Chaton |           | Maire d'Escamps        |

## Compétences
- Collecte et traitement des déchets des ménages et déchets assimilés
- Politique du cadre de vie
- Protection et mise en valeur de l'environnement
- Création, aménagement, entretien et gestion de zone d'activités industrielle, commerciale, tertiaire, artisanale ou touristique
- Action de développement économique (Soutien des activités industrielles, commerciales ou de l'emploi, Soutien des activités agricoles et forestières...)
- Tourisme
- Construction ou aménagement, entretien, gestion d'équipements ou d'établissements culturels, socioculturels, socio-éducatifs, sportifs
- Activités péri-scolaires
- Activités culturelles ou socioculturelles
- Activités sportives
- Schéma de secteur
- Plans locaux d'urbanisme
- Création et réalisation de zone d'aménagement concertée (ZAC)
- Constitution de réserves foncières
- Prise en considération d'un programme d'aménagement d'ensemble et détermination des secteurs d'aménagement au sens du code de l'urbanisme
- Voies navigables et ports intérieurs
- Aménagement rural
- Création, aménagement, entretien de la voirie
- Programme local de l'habitat
- Politique du logement social
- Action et aide financière en faveur du logement social d'intérêt communautaire
- Action en faveur du logement des personnes défavorisées par des opérations d'intérêt communautaire
- Opération programmée d'amélioration de l'habitat (OPAH)
- Amélioration du parc immobilier bâti d'intérêt communautaire
- Actions de réhabilitation et résorption de l'habitat insalubre
- Gestion de personnel (policiers-municipaux et garde-champêtre...)
- Acquisition en commun de matériel
- NTIC (Internet, câble...)
- Autres

## Autres adhésions
- Syndicat mixte de la fourrière animale du centre Yonne
- Syndicat Mixte d'Etude pour la valorisation et le traitement des déchets ménagers et assimilés Centre Yonne
- Syndicat mixte du Saulce

### Sources
- Le SPLAF (Site sur la Population et les Limites Administratives de la France)
- La base ASPIC